# Bertel Thorvaldsens Plads

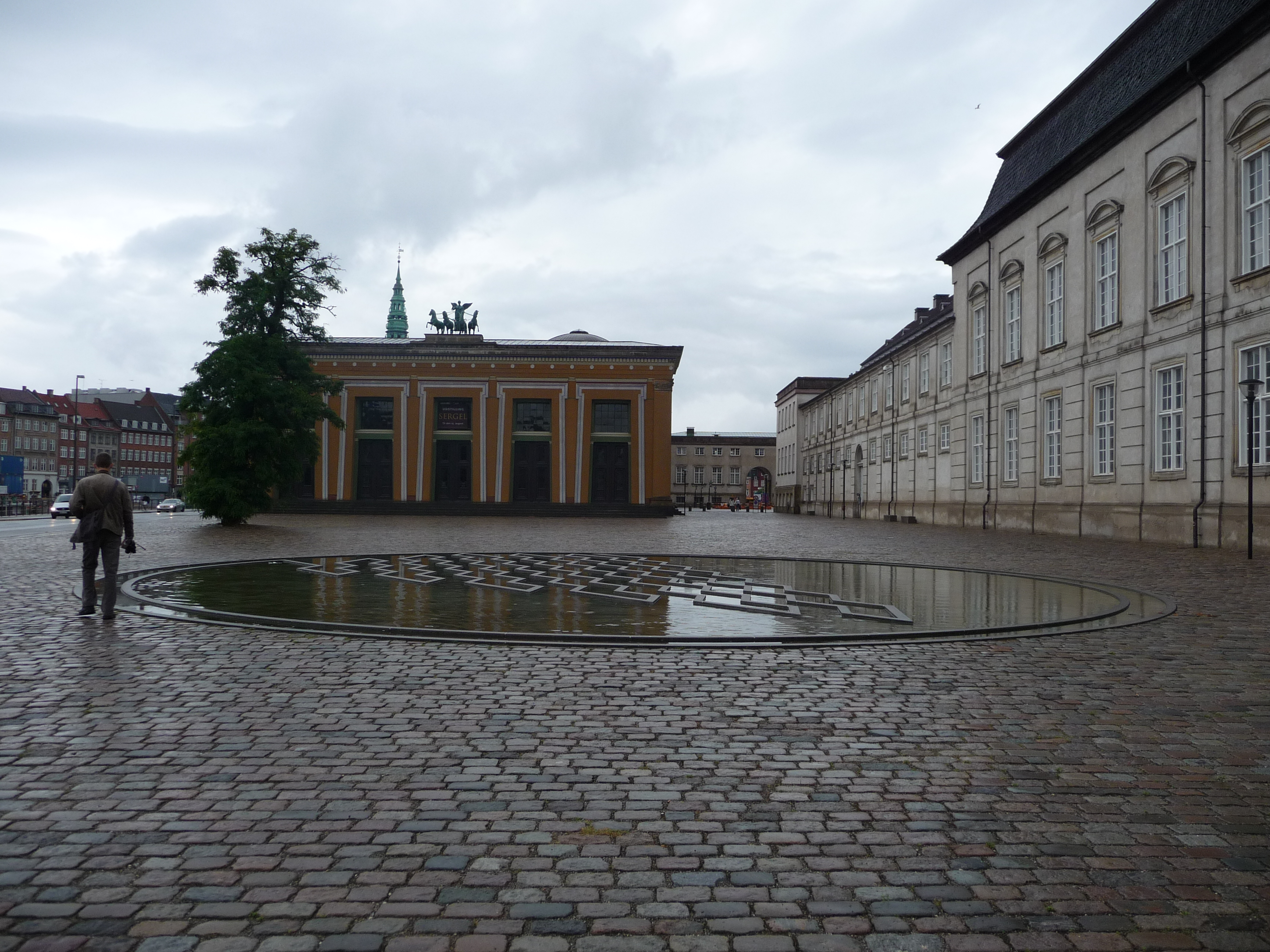
Bertel Thorvaldsens Plads med Jørn Larsens vattenbassäng. I bakgrunden syns Thorvaldsens Museum.

Bertel Thorvaldsens Plads är ett torg på Slotsholmen i Köpenhamn i Danmark. Det är uppkallat efter skulptören Bertel Thorvaldsen. Torget ligger mellan Thorvaldsens Museum, Christiansborgs slotts ridbaneanläggning och Slotsholmskanalen.

## Historia

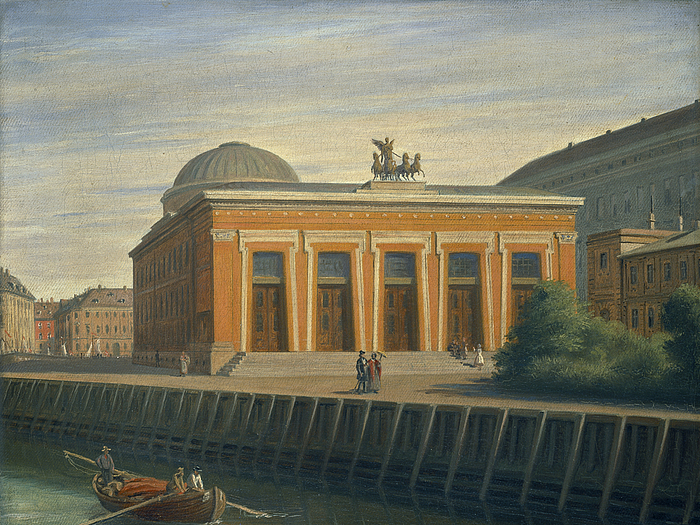
Torget avbildat år 1858 av Constantin Hansen. Till höger syns Christiansborgs slott

Efter att Thorvaldsens Museum uppfördes 1848 ritade dess arkitekt Michael Gottlieb Bindesbøll även torget framför museet. Inspirationen till den runda vattenbassängen kom dels från Altes Museum, som Bindesbøll hade sett under ett besök i Berlin 1824, och dels från antikens bassänger, som han hade sett i Rom. Hans projekt omfattade också sittbänkar och en kopia av Bertel Thorvaldsens staty föreställande skulptören själv. Resten av utrymmet skulle förbli tomt. Projektet utfördes aldrig; istället anlade man gräsmattor och planterade bokträd. Torget renoverades 2001 av landskapsarkitekten Torben Schønherr.

## Bertel Thorvaldsens Plads idag

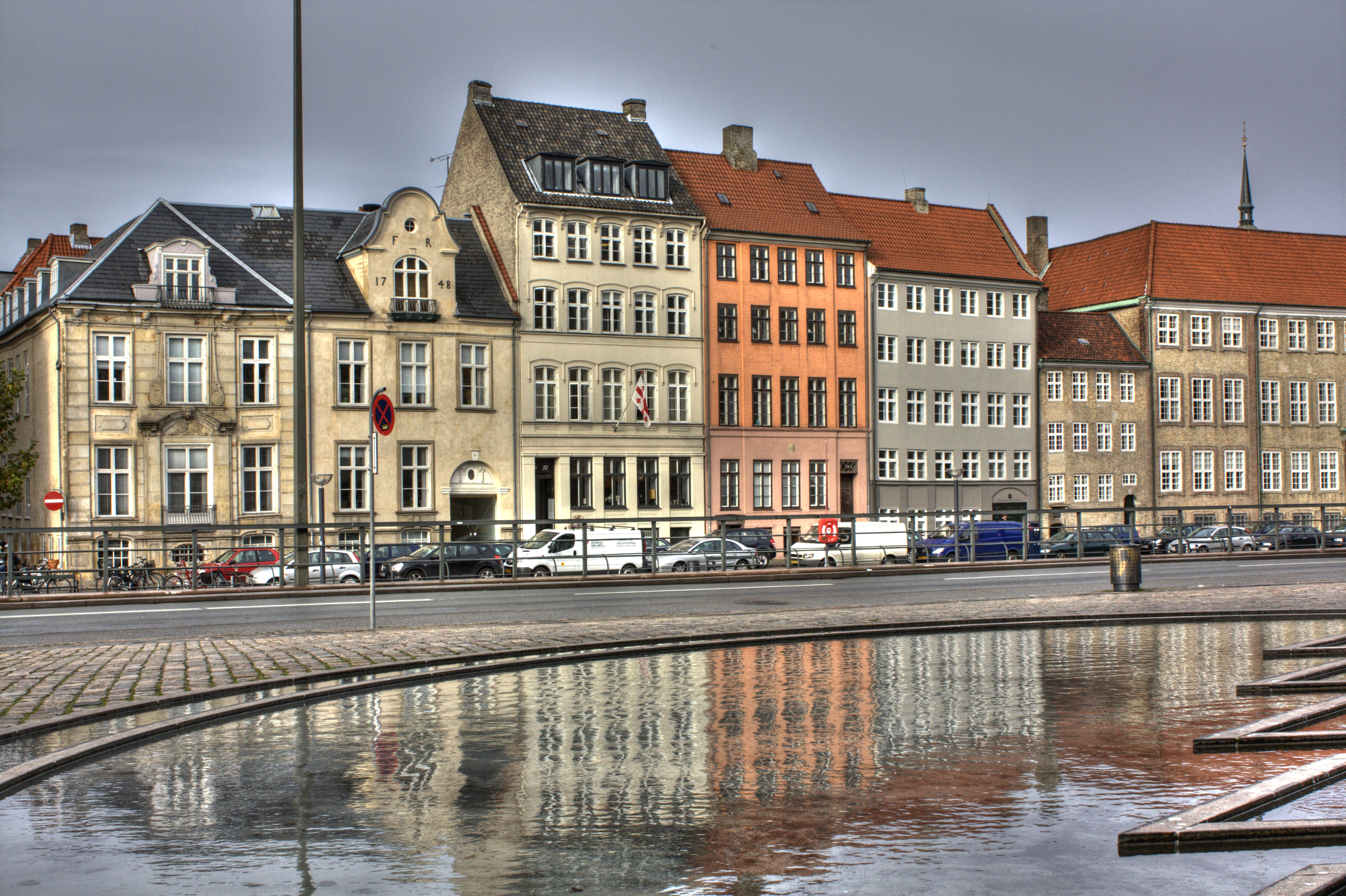
Bertel Thorvaldsens Plads. I bakgrunden syns husen på Nybrogade på andra sidan Slotsholmskanalen

Torget är belagt med gatsten och tomt så när som på ett ensamt träd och en rund vattenbassäng. Bassängen, med en diameter på 16 meter, utfördes av Jørn Larsen med det geometriska mönster som är typiskt för hans stil.